# Dom przy 33, Cathedral Street w Sliemie
Carmen House – dom miejski z drugiej połowy XIX wieku, stojący przy 33, Triq Tal-Katidral (33, Cathedral Street) w Sliemie na Malcie. Budynek powstał w celu, i tak był używany, zapewnienia zamieszkania miejscowemu klerowi katolickiemu, oraz dla służenia lokalnej społeczności. Zbudowany został w roku 1870 przez Mdina Cathedral. Pełnił swoją oryginalną funkcję przez prawie dwie dekady, po czym został zaadaptowany do innych celów. 
Dziś dom ten leży na terenie Urban Conservation Area - UCA (miejski teren ochronny), lecz nie jest umieszczony na żadnej liście zabytków, ani też chroniony w inny sposób. Uważa się go za budynek zabytkowy, lecz przeznaczony jest do rozbiórki, stojąc na miejscu o dużym potencjale ekonomicznym. Jest w tej chwili w dobrym stanie, choć opuszczony.

## Historia
Sliema zaczęła się rozbudowywać w miasto w czasie, gdy Malta była kolonią brytyjską. Zbudowanych zostało wtedy, tak przez Brytyjczyków, jak i Maltańczyków, wiele miejskich domów. Było rzeczą popularną wśród Maltańczyków budowanie domów w stylu miejscowym Melitan, z dodatkami modnymi w ówczesnym czasie.
Mdina Cathedral podjęła decyzję o budowie skromnego budynku przy 33, Cathedral Street, aby służył jako rezydencja dla kleru katolickiego, pracującego z powiększającą się populacją w Sliemie. Dom został zbudowany i zaczął pełnić swoją funkcję w roku 1870. Służył swojemu pierwotnemu celowi przez około szesnaście lat, do roku 1886, kiedy zmieniono jego przeznaczenie.
Dom zmieniał później kilkakrotnie właściciela i wykorzystywany był do różnych celów. 
W przeciągu lat na tym terenie zostało zburzonych częściowo lub całkowicie, albo też zostało przeznaczonych do przebudowy z różnych powodów kilka innych domów miejskich. Stoją one w strefie wysokiego potencjału ekonomicznego, i rozpoczęto lub planuje się ich burzenie, aby postawić na ich miejscu budynki wielokondygnacyjne.
Budynek przy 33, Cathedral Street jest miejscowym "znakiem rozpoznawczym", leży on w obrębie Urban Conservation Area - UCA (miejski teren ochronny). Budynek jest znany i lokalna społeczność ma do niego stosunek sentymentalny, lecz nie jest on objęty żadną oficjalną formą ochrony, jak budynki w najbliższym sąsiedztwie, które są wpisane na listę zabytków.
Komisja Planowania (PA) otrzymała w roku 2017 wniosek o zburzenie domu, który to wniosek oczekuje na decyzję zarządu komisji. Ogólna opinia osób nie związanych żadnym interesem ekonomicznym jest taka, że należy zachować budynek i uniknąć efektu domina w odniesieniu do innych budynków w okolicy. Twierdzi się również, że dalszy rozwój budownictwa na tym terenie może spowodować przeludnienie i mieć negatywny wpływ na ludzi już tu mieszkających.

## Architektura

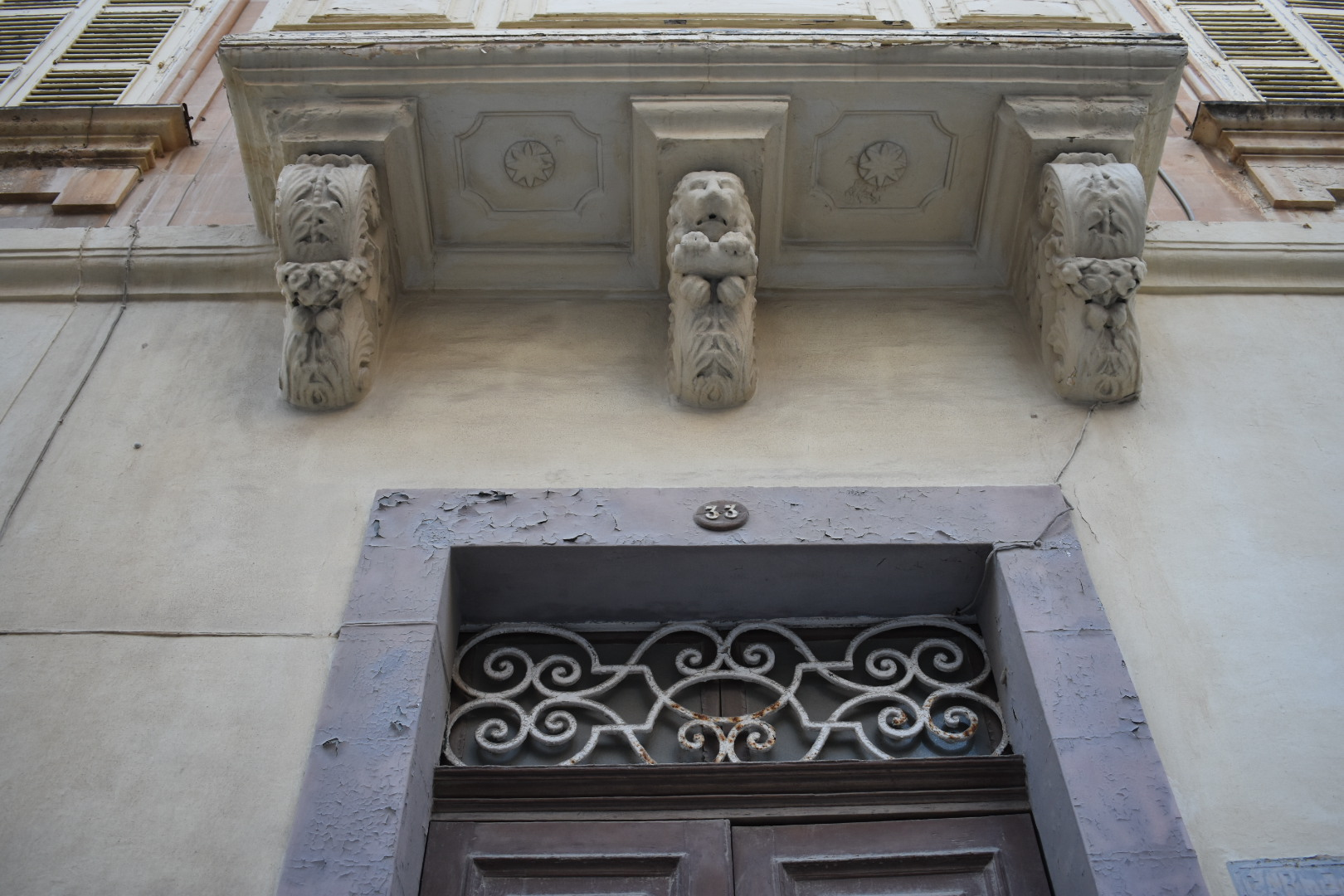
Detale fasady

Budynek ma dwie kondygnacje, parter i piętro. Jego fasada wykonana jest w miejscowym prostym stylu Melitan z elementami baroku. Jest ona zbalansowana z frontowym tarasem. Parter charakteryzuje się drzwiami wejściowymi z oknem po każdej stronie. 
Część piętrowa budynku ma tradycyjny zamknięty drewniany balkon, wspierany przez trzy rzeźbione ozdobne wsporniki. Środkowy z nich ma rzeźbioną głowę lwa. Podobnie jak na parterze, po każdej stronie balkonu znajduje się okno, zwieńczone krótkim gzymsem podpartym dwoma wspornikami.
Za domem leży duży ogród z drzewami posadzonymi wiele lat temu, co jest rzadkością na tym terenie.